# Generalinspektorat für die Rasse
Das Generalinspektorat für die Rasse (italienisch Ispettorato generale per la razza) war eine 1944 geschaffene rassenpolitische Einrichtung der Italienischen Sozialrepublik.

## Geschichte
Das Generalinspektorat stellte den letzten Akt der antisemitischen Politik Italiens dar, die mit der Verabschiedung der italienischen Rassengesetze 1938 ihren Ausgang nahm. Es wurde am 18. April 1944 von Benito Mussolini mittels Dekret Nr. 171 mit Sitz in Desenzano del Garda eingerichtet.

### Vorgeschichte
Bereits am 12. März 1944 war Giovanni Preziosi bei einer Ministerratssitzung auf Vorschlag Mussolinis mit dem Amt des Generalinspektors betraut worden. Der Antisemit Preziosi beschäftigte sich seit den 1920er Jahren mit Rassenfragen, spielte aber bis zum Sturz Mussolinis im Juli 1943 nur eine untergeordnete Rolle im italienischen Faschismus. Erst im Laufe des Herbstes 1943 gewann Preziosi an Einfluss in der neuen Italienischen Sozialrepublik, auch dank seiner Verbindungen, die er nach dem Sturz des Duce in seinem freiwillig gewählten Exil in Deutschland mit nationalsozialistischen Kreisen aufgebaut hatte. Auch wenn er persönliche Kontakte mit Alfred Rosenberg und Heinrich Himmler pflegte, konnte er sich nicht als Vertrauensmann der Nazis etablieren, die gewichtigere und gemäßigtere Personen im Auge hatten.
Nach Preziosi sollte die RSI sich in ihrer antisemitischen Politik auf keine weiteren Kompromisse einlassen, die bis zum Sturz Mussolinis die antijüdische Politik des faschistischen Italiens gekennzeichnet hatte. Er sah sich als Gegenpol des moderaten Faschismus, wie er in seinen Augen von Giuseppe Bottai, Luigi Federzoni und nach dem 25. Juli 1943 von Giovanni Gentile, Guido Buffarini-Guidi und Alessandro Pavolini verkörpert wurde.
Preziosis Antisemitismus verfolgte zwei Aufgaben, eine theoretisch-ideologische, mit der die Rolle des Judentums und seiner zerstörerischen Wirkung auf die Gesellschaft verdeutlicht werden sollte, und eine praktisch-organisatorische Aufgabe, die in der Individualisierung, Verhaftung und Ermordung der Juden bestand.
Bei der Bildung der Regierung Badoglio im Herbst 1943 wurde Preziosi dennoch nicht berücksichtigt. Auch der Versuch anhand vom Reichssender München ausgestrahlter Beiträge, in denen die Minister Buffarini-Guidi und Pavolini als „Judenfreunde“ angegriffen wurden, um damit Druck auf Mussolini auszuüben und so eine Regierungsumbildung zu erzwingen, scheiterte Anfang Januar 1944.
In einem persönlichen Schreiben an Mussolini vom 31. Januar 1944, mit einer Kopie zur Kenntnis an Hitler, bezeichnete Preziosi die nicht umgesetzte Lösung der Judenfrage und der Freimaurerei sowohl auf staatlicher Ebene als auch innerhalb der Nationalen Faschistischen Partei als die wahren Ursachen, die zum Sturz des Duce geführt hatten. Laut Forschungsstand war es dieses Schreiben, das Mussolini dazu veranlasste ein neues Amt für Rassenfragen einzurichten.
Offiziell tauchte die neue Institution erstmals im Protokoll der Ministerratssitzung vom 12. Februar 1944 auf, als auf Vorschlag des Duce die Einrichtung eines solchen Amtes genehmigt wurde. Das neue Amt sollte die den Juden bestimmten Abteilungen des dem Innenministerium unterstellten DemoRazza sowie der zum Kultusministerium gehörenden Forschungseinrichtungen übernehmen.
Am 8. März, wenige Tage vor seiner Ernennung zum Generalinspektor, schickte Preziosi ein Telegramm an den Staatssekretär des deutschen Außenministeriums Gustav Adolf Steengracht von Moyland, in dem er zum einen auf die Einrichtung des neuen Amtes hinwies und zum anderen eine enge Zusammenarbeit mit den entsprechenden deutschen Behörden ankündigte.
Vier Tage nachdem Preziosi mit dem Amt betraut worden war, wurde die Nachricht am 16. März offiziell von der Nachrichtenagentur Stefani verkündet.

### Einrichtung des Inspektorats
Noch im März 1944 wurde in einer Reihe von Treffen mit dem Innenminister Buffarini-Guidi die Kompetenzen des neuen Amtes abgesteckt. Praktisch wurde das DemoRazza aufgelöst, dem Innenministerium verblieb das Meldeamt, während alle Rassefragen dem neuen Amt übertragen wurden. Buffarini-Guidi widersetzte sich jedoch, Personal und das Archiv an seinen Widersacher Preziosi zu übergeben und behielt sich für sein Ministerium vor, auch weiterhin in Kinder- und Mutterschaftsangelegenheiten zuständig zu sein. Auch mit dem Finanzministerium kam es wegen des beschlagnahmten und vom EGELI verwalteten jüdischen Vermögens zu Kompetenzstreitigkeiten.
Nach der offiziellen Übergabe des Inspektorats an Preziosi am 28. April, begann letzterer das Personal des Amtes zusammenzustellen.
Unter den von Preziosi ausgewählten Mitarbeitern war der ehemalige faschistische Parteisekretär von Neapel Francesco Saverio Siniscalchi, der zum Generaldirektor ernannt wurde,  und zum Zeitpunkt der Ernennung stellvertretender Kommandant des Bataillons Tagliamento war. Der Jurist und nach 1946 als Richter Karriere machende Carlo Alliney, wurde mit der Ausarbeitung der neuen Rassengesetze betraut und zum Kabinettschef des Inspektorats ernannt. Giovanni Pestalozza, ehemaliger PNF Sekretär von Savona und nach dem 8. September 1943 als Informant für die SS bei der Judenverfolgung tätig, wurde mit dem Amt des Sondersekretärs betraut. Zum Chef der Forschungs- und Propagandaabteilung wurde der vormals im Zentrum für Judenfragen von Triest tätige Ettore Martinoli bestellt. Insgesamt umfasste das Inspektorat im Frühjahr 1944 um die 20 Personen.

## Aufgaben
Preziosi plante das Inspektorat nach Vorbild des Rassenpolitischen Amtes der NSDAP aufzubauen. Neben dem Sitz in Desenzano, für den er 88 Mitarbeiter vorsah, sollten auch Außenstellen in den Regionen und Provinzen aufgebaut werden, die vor allem die Rassenämter in den Gemeinden kontrollieren sollten.
Das Inspektorat war in sieben Sektionen aufgeteilt:
- Personal, allgemeine Aufgaben, Verbindungsbüro zu Ministerien und anderen Einrichtungen
- Gesetzgebung
- Feststellung der Rassenzugehörigkeit, Kontrolle der Rassenbestimmungen, Statistik
- Nachrichtendienst, insbesondere in Bezug auf die Freimaurerei
- Finanzen, Kontrolle des EGELI in Bezug auf das beschlagnahmte jüdische Vermögen
- Forschung, vor allem in Bezug auf Rassen- und Judenfragen
- Propaganda und Presse, Offenlegung des internationalen Judentums im politischen, finanziellen, kulturellen und künstlerischen Bereich. Förderung des Rassenunterrichts in Schulen.[12]

## Bedeutung
Das Generalinspektorat für die Rasse besaß wegen seiner späten Amtseinführung sowie aufgrund der Notlage, in der der republikanisch-faschistische Marionettenstaat RSI agierte, von Anfang an nur eine untergeordnete Bedeutung. Zudem wirkten sich innerhalb des faschistischen Machtapparates die durch den Fanatismus Preziosis hervorgerufenen Kontraste mit anderen Parteigrößen negativ aus. So beschrieb der Deutsche Generalkonsul in Rom Eitel Friedrich Moellhausen ihn als gefährlich, psychisch unausgewogen, als Psychopath der in die Nervenheilanstalt eingewiesen gehöre und lobte Buffarini-Guidi, der ihm bei seinen Anstrengungen als Generalinspektor für die Rasse Kontra bot.
Preziosi leitete ein Organ das vordergründig die Judenpolitik in der RSI bestimmte und direkt von Mussolini abhing. In Wahrheit aber agierten die Deutschen weitgehend selbstständig in ihrer repressiven Politik gegenüber den Juden. Bei der Amtseinführung im Frühjahr 1944 waren praktisch die meisten Juden in Norditalien bereits in die Konzentrationslager deportiert worden. Das Inspektorat stand damit im Schatten der deutschen Verfolgungspolitik in Italien für die zunächst Theodor Dannecker und später Friedrich Boßhammer als Judenreferenten zuständig waren.
Vom Generalinspektorat wurden in seiner Bestehungszeit insgesamt sechs Gesetzesvorlagen ausgearbeitet, die insbesondere die Rassengesetze, aber auch die Freimaurerei sowie die Organisation des Amtes betrafen. Davon wurde lediglich das letzte bezüglich des Aufbaus des Inspektorates nach wesentlichen Änderungen Anfang 1945 verabschiedet. Der zwölf Artikel umfassende von Carlo Alliney ausgearbeitete und bereits im Mai 1944 vorgelegte Gesetzesentwurf für ein neues nach biologisch-rassistischen Kriterien aufgebauten Rassengesetz wurde vom Innenminister Buffarini-Guidi als unrealistisch beurteilt. Eine Kritik, die Mussolini teilte, weshalb das Gesetz nie verabschiedet wurde.

## Rezeption
Das Generalinspektorat für die Rasse war von den Historikern lange Zeit nur am Rande erforscht worden. Renzo De Felice war es, der 1961 in seinem Werk über die Geschichte der italienischen Juden während des Faschismus näher darauf einging. Aber erst in den 2000er Jahren begann sich die Forschung spezifisch zunächst mit Giovanni Preziosi und später mit dem Generalinspektorat zu beschäftigen. Im Jahr 2005 wurde am ehemaligen Amtsgebäude in Desenzano del Garda an der Ecke zwischen der Via Dal Mol und Via Pasubio eine Gedenktafel errichtet. In Desenzano fand im Januar 2007 auch eine Historikertagung statt, die sich mit dem Inspektorat befasste und deren Beiträge veröffentlicht wurden.